# Diathraustodes leucotrigona
Diathraustodes leucotrigona is een vlinder uit de familie van de grasmotten (Crambidae). De wetenschappelijke naam van deze soort is voor het eerst gepubliceerd in 1896 door George Francis Hampson.
De soort komt voor op het eiland Silhouette van de Seychellen en in India (Tamil Nadu).